# Julian Korsak

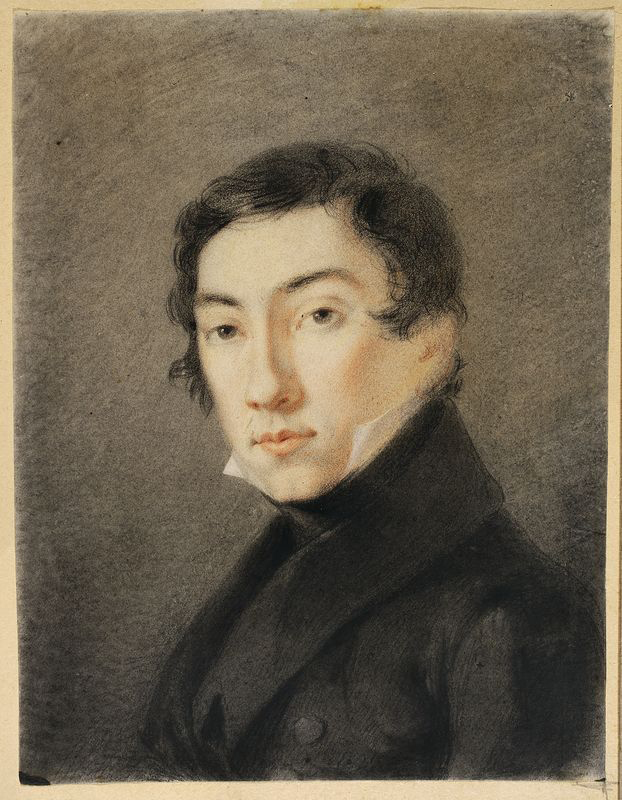
Porträt Julian Korsaks ca. 1830

Julian Korsak (geboren am 13. Februar 1806 oder 1807 in Słonim; gestorben am 30. August 1855 in Nowogródek) war ein polnischer Schriftsteller und Freund von Antoni Edward Odyniec (1804–1885), der ebenfalls Schriftsteller war. Außerdem betätigte Korsak sich als Übersetzer u. a. von Shakespeare bzw. Dante.

## Leben
Korsak selbst studierte bei Mickiewicz in Vilna, wo er wohl auch die Bekanntschaft mit Odyniec machte. Korsak war Empfänger der Briefe des genannten Odyniec, wodurch der Besuch des polnischen Adam Mickiewicz bei Goethe in Weimar sehr gut überliefert ist.  Mickiewicz kam am 19. August 1829 in Weimar an und weilte zusammen mit dem ihn begleitenden Odyniec vom 24. bis 31. August täglich bei Goethe. Dieser Besuch wiederum sollte im 20. Jahrhundert im Park an der Ilm mit dem Adam-Mickiewicz-Denkmal seine plastische Rezeption in Weimar finden. Im Unterschied zu Mickiewicz und Odyniec war Korsak nie in Weimar und hatte mit Goethe keine Begegnung.

## Schaffen
Er schrieb Gedichte und poetische Romane. Seine Gedichte gelten als Nachahmung von Mickiewicz. Seine Nachahmungen wirkten so authentisch, dass zunächst einige Gedichte von denen Mickiewicz zugeschrieben wurden. Einige seiner Werke werden dem polnische Byronismus zugerechnet.
Seine größte poetische Leistung aber ist die erste vollständige und perfekte Übersetzung der Göttlichen Komödie von Dante Alighieri ins Polnische.
Er übersetzte auch Shakespeare (Romeo und Julia) [3], Horace, Schiller, Lamartine, Byron (Der Gefangene von Chillon, Lara, Die Belagerung von Korinth) ins Polnische.

## Werke
- Dumanie do Laury
- Melodia irlandzka z Moore'a
- Pielgrzym
- Barkarola
- Bejram
- Kamoens w szpitalu
- Twardowski czarnoksiężnik